# Pierwszy rząd Angeli Merkel
Pierwszy rząd Angeli Merkel – rząd koalicyjny partii CDU/CSU-SPD zaproponowany 17 października 2005 r. i zaprzysiężony 22 listopada 2005.
| Urząd                                                                      | Imię i Nazwisko                                                                     | Partia | Minister stanu lub sekretarz stanu | Partia  |
| -------------------------------------------------------------------------- | ----------------------------------------------------------------------------------- | ------ | --- | ------- |
| Kanclerz                                                                   | Angela Merkel                                                                       | CDU    | Maria Böhmer Hildegard Müller do 30 września 2008 Hermann Gröhe od 1 października 2008 Bernd Neumann                                                                   | CDU     |
| Wicekanclerz                                                               | Franz Müntefering do 21 listopada 2007 Frank-Walter Steinmeier od 21 listopada 2007 | SPD    | – |         |
| Minister Spraw Zagranicznych                                               | Frank-Walter Steinmeier                                                             | SPD    | Gernot Erler Günter Gloser | SPD     |
| Minister Spraw Wewnętrznych                                                | Wolfgang Schäuble                                                                   | CDU    | Peter Altmaier Christoph Bergner | CDU     |
| Minister Sprawiedliwości                                                   | Brigitte Zypries                                                                    | SPD    | Alfred Hartenbach | SPD     |
| Minister Finansów                                                          | Peer Steinbrück                                                                     | SPD    | Karl Diller Barbara Hendricks do 16 listopada 2007 Nicolette Kressl od 16 listopada 2007                                                                               | SPD     |
| Minister Gospodarki i Technologii                                          | Michael Glos do 10 lutego 2009 Karl-Theodor zu Guttenberg od 10 lutego 2009         | CSU    | Peter Hintze Hartmut Schauerte Dagmar Wöhrl | CDU CSU |
| Minister Pracy i Opieki Społecznej                                         | Franz Müntefering do 21 listopada 2007 Olaf Scholz od 21 listopada 2007             | SPD    | Gerd Andres do 21 listopada 2007 Klaus Brandner od 21 listopada 2007 Franz Thönnes                                                                                     | SPD     |
| Minister Rolnictwa, Polityki Żywnościowej i Ochrony Konsumentów            | Horst Seehofer do 27 października 2008 Ilse Aigner od 31 października 2008          | CSU    | Gerd Müller do 27 października 2008 od 1 listopada 2008 Peter Paziorek do 1 września 2007 Ursula Heinen od 7 września 2007 do 27 października 2008 od 1 listopada 2008 | CSU CDU |
| Minister Obrony                                                            | Franz Josef Jung                                                                    | CDU    | Friedbert Pflüger do 27 października 2006 Thomas Kossendey od 27 października 2006 Christian Schmidt                                                                   | CDU CSU |
| Minister ds. Rodziny, Starszych Obywateli, Kobiet i Młodzieży              | Ursula von der Leyen                                                                | CDU    | Hermann Kues | CDU     |
| Minister Zdrowia                                                           | Ulla Schmidt                                                                        | SPD    | Marion Caspers-Merk Rolf Schwanitz | SPD     |
| Minister Transportu, Budownictwa i Rozwoju Miast                           | Wolfgang Tiefensee                                                                  | SPD    | Achim Großmann Ulrich Kasparick Karin Roth | SPD     |
| Minister Środowiska, Ochrony Przyrody i Bezpieczeństwa Reaktorów Atomowych | Sigmar Gabriel                                                                      | SPD    | Astrid Klug Michael Müller | SPD     |
| Minister Edukacji i Badań Naukowych                                        | Annette Schavan                                                                     | CDU    | Thomas Rachel Andreas Storm | CDU     |
| Minister do spraw specjalnych i Szef Urzędu Kanclerza Federalnego          | Thomas de Maizière                                                                  | CDU    | – | –       |
| Minister ds. Współpracy Gospodarczej i Rozwoju                             | Heidemarie Wieczorek-Zeul                                                           | SPD    | Karin Kortmann | SPD     |